# سانتا ماریا دل برکال
سانتا ماریا دل برکال دهستانی در استان آبیلای اسپانیا است.
در این دهستان ۵۴۳ نفر زندگی می‌کنند. مساحت این دهستان ۲۸٫۳۲ کیلومتر مربع است.